# برايان جونسون (لاعب كرة قدم أمريكية)
برايان جونسون (بالإنجليزية: Brian Johnson)‏ هو لاعب كرة قدم أمريكية أمريكي، ولد في 24 مارس 1984 في تالاهاسي في الولايات المتحدة.